# کوه دابل (واشنگتن)
کوه دابل (به انگلیسی: Double Peak) یک کوه در ایالات متحده آمریکا است که در واشینگتن واقع شده‌است. کوه دابل ۱٬۸۸۹٫۴۸ متر بالاتر از سطح دریا واقع شده‌است.